# HMS York (90)
O HMS York foi um cruzador pesado operado pela Marinha Real Britânica e a primeira embarcação da Classe York, seguido pelo HMS Exeter. Sua construção começou em maio de 1927 na Palmers Shipbuilding and Iron Company e foi lançado ao mar em julho do ano seguinte, sendo comissionado na frota britânica em maio de 1930. Era armado com uma bateria principal composta por seis canhões de 203 milímetros montados em três torres de artilharia duplas, tinha um deslocamento carregado de mais de dez mil toneladas e alcançava uma velocidade máxima de 32 nós.
O York passou a maior do período de paz servindo na América do Norte e Caribe. A Segunda Guerra Mundial começou em 1939 e o navio foi inicialmente usado na escolta de comboios no Oceano Atlântico. Em 1940 deu suporte para a Campanha da Noruega, sendo em seguida transferido para o Mar Mediterrâneo e colocado em operações na Batalha da Grécia. O York acabou seriamente danificado em 26 de março de 1941 por lanchas italianas enquanto estava na Baía de Suda, sendo deliberadamente afundado em 22 de maio. Seus destroços foram desmontados após a guerra.